# 일렉트로닉 록
일렉트로닉 록(영어: electronic rock 또는 electro-rock, digital rock, synth-rock)은 전자 음악과 록이 조합한 음악 장르이다. MIDI와 많이 연관되어 있다.
일렉트로닉 록의 근본적인 발달은 디지털 전자공학에 의한 음악 제작과 밀접한 관계가 있다. 그러므로 전자 록이 다른 록 장르와 독특한 특징은 디지털 오디오의 영향이 크고 일반 소비자용 컴퓨터와 소프트웨어의 힘으로 음악 제작이 보편화되었다는 점이 있다.

## 개요
록과 일렉트로닉이 융합된 일렉트로닉 록은 신디사이저, 멜로트론, 테이프 음악 기법, 일렉트릭 기타, 드럼 등 두 장르 모두에서 볼 수 있는 악기를 특징으로 한다. 그러나 일부 일렉트로닉 록 아티스트는 록 사운드를 에뮬레이션하는 기술을 사용하기 위해 기타를 피하는 경우가 많다. 보컬은 일반적으로 감미롭거나 경쾌하지만, 악기 연주도 이 장르에서 일반적이다.
일렉트로닉 사운드를 접목한 록밴드의 경향은 1960년대 후반부터 시작됐다. 비평가 사이먼 레이놀즈(Simon Reynolds)에 따르면 미국, 화이트 노이즈(White Noise), 공(Gong) 등이 그 예이다. 2004년 책 Analog Days의 저자인 트레버 핀치(Trevor Pinch)와 프랭크 트로코(Frank Trocco)는 비치 보이즈의 1966년 히트곡 "Good Vibrations"를 "인기 있는 일렉트로닉 사운드와 로큰롤을 연결한" 작품으로 평가했다.
신디사이저와 콘크리트 음악의 테이프 음악 기술을 록 악기와 혼합한 다른 초기 행위로는 실버 애플스, 피프티 풋 호스, 시링크스, 로더 앤드 더 핸드 피플, 비버 앤드 크라우스, 톤토스 익스팬딩 헤드 밴드가 있다. 이러한 1960년대 공연 중 다수는 사이키델릭 록과 아방가르드 학문적 또는 언더그라운드 영향을 혼합했다.
1970년대 노이!, 크라프트베르크, 캔 (밴드), 아몬 둘과 같은 독일 크라우트록 밴드는 전자 악기를 통합하여 록의 경계에 도전했다. 2004년 언컷 (잡지)은 데이비드 보위의 Low (음반)(1977) 및 라디오헤드의 Kid A(2000)와 같은 주요 음반에서 느껴지는 일렉트로닉 록에 대한 크라프트베르크의 "계산할 수 없는" 영향을 설명했다. 2000년대 후반부터 일렉트로닉 록이 인기를 끌기 시작했다.

## 같이 보기
- 댄스 록
- 일렉트로팝